# Матвеевский, Михаил Михайлович
Михаил Михайлович Матвеевский (род. 1 января 1963, с. Кобыльск, Кичменго-Городецкий район, Вологодская область) — российский военачальник, генерал-лейтенант, начальник Ракетных войск и артиллерии Сухопутных войск Российской Федерации.
Из-за вторжения России на Украину находится под санкциями стран Евросоюза, Великобритании и других государств.

## Биография
Родился 1 января 1963 года в с. Кобыльск Кичменго-Городецкого района Вологодской области. В Вооружённых Силах с 1980 года. Поступил в Саратовское высшее военное командно-инженерное училище ракетных войск, обучался во 2 взводе 1 факультета. Окончил училище в 1985 году. За время учёбы курсант Матвеевский выделялся целеустремлённостью, требовательностью к себе, упорством в освоении знаний. Службу офицером начал в Мурманской области.Через пять лет за успехи по службе, в 1990 году Михаил Михайлович направлен на учёбу в Военно-артиллерийскую академию в город Ленинград. Закончив в 1993 году академию с отличием, продолжил службу в войсках Дальневосточного военного округа. В войсках Дальневосточного военного округа прошёл по служебной лестнице от командира отдельного ракетного дивизиона до первого заместителя начальника ракетных войск и артиллерии военного округа. За добросовестное выполнение служебного долга досрочно присвоено звание «полковник».Матвеевский получил дополнительное образование, успешно окончив в 2006 году Военную академию Генерального штаба Вооружённых сил РФ. В аттестации указано, что Михаил Михайлович обладает глубокими знаниями военного искусства, военной эрудицией и высокой штабной культурой, аналитическим мышлением, хорошей логикой суждения. В 2006 году, Указом Президента России Михаил Матвеевский назначен начальником ракетных войск и артиллерии регионального командования «Восток» в город Улан-Удэ. Через три года, в 2009 году получил назначение на должность начальника штаба — первого заместителя начальника ракетных войск и артиллерии Вооружённых Сил РФ. С 2011 года Матвеевский Михаил Михайлович является начальником ракетных войск и артиллерии Сухопутных войск Вооруженных Сил Российской Федерации. Указом Президента РФ от 13 декабря 2012 года Матвеевскому Михаилу Михайловичу присвоено воинское звание генерал-майор. Очередное воинское звание генерал-лейтенант Михаил Матвеевский получил в декабре 2015 года. Принимал непосредственное участие в разработке Перспектив строительства и развития ракетных войск и артиллерии, основополагающих уставных документов, в разработке и испытаниях новых образцов ВВТ ракетных войск и артиллерии.

## Санкции
13 декабря 2022 года из-за вторжения России на Украину попал под санкции Великобритании и Новой Зеландии как причастный к ракетным ударам по украинским городам.
25 февраля 2023 года внесен в санкционный список всех стран Евросоюза, так как «в агрессивной войны против Украины российская армия часто использовала ракеты против военных и гражданских целей. В качестве начальника ракетных войск и артиллерии Сухопутных войск РФ он несет ответственность за бомбардировки Украины».
По аналогичным основаниям находится под санкциями Швейцарии, Украины и Японии

## Семья
Женат, воспитывает сына.
Отец — Михаил Степанович родился в 1929 году в д. Маншино Погосского сельсовета.
Мать — Раиса Николаевна (Колосова) родилась в 1926 году в д. Мичино Верхнеентальского сельсовета. Похоронены на кладбище с. Кобыльск.

## Награды
- Орден «За заслуги перед Отечеством» 3 степени[13]
- Орден «За заслуги перед Отечеством» 4 степени с мечами
- Орден Александра Невского[14]
- Орден «За военные заслуги»
- Медаль Суворова
- Медаль Жукова
- Медаль «За отличие в воинской службе» 2 степени
- Юбилейная медаль «300 лет Российскому флоту»
- Юбилейная медаль «70 лет Вооружённых сил СССР»
- Медаль «За воинскую доблесть» 1 и 2 степеней
- Медаль «За отличие в военной службе» 1 и 2 степеней
- Медаль «За безупречную службу» 3 степени
- Медаль За заслуги в ядерном обеспечении
- Медаль За отличие в службе в Сухопутных войсках
- Медаль «За отличие в учениях»
- Медаль «Участнику военной операции в Сирии»
- Медаль За укрепление государственной системы защиты информации 1 и 2 степеней
- Медаль 80 лет ВДВ. Никто, кроме нас
- Медаль 630 лет Русской артиллерии